# Defectrix
Defectrix is een monotypisch geslacht van spinnen uit de  familie van de Sparassidae (jachtkrabspinnen).

## Soort
- Defectrix defectrix Petrunkevitch, 1925